# Thisbe (genre)
Genre
Thisbe est un genre d'insectes lépidoptères de la famille des Riodinidae et de la sous-famille des Riodininae.
Ils résident en Amérique du Sud.

## Dénomination
Le genre a été nommé par Jacob Hübner en 1819.

## Liste des espèces
- Thisbe hyalina (Butler, 1867); présent au Brésil, en Équateur et en Colombie
- Thisbe incubus (Hall, Lamas & Willmott, 2001); présent en Équateur et au Pérou.
- Thisbe irenea (Stoll, [1780]); présent au Mexique, au Surinam, à Trinité-et-Tobago et au Brésil
- Thisbe lycorias (Hewitson, [1853]); présent au Mexique, en Colombie et au Pérou.
- Thisbe molela (Hewitson, 1865) présent en Guyane, Guyana, au Surinam, au Venezuela et au Brésil
- Thisbe rupestre Callaghan, 2001; au Brésil
- Thisbe ucubis (Hewitson, 1870); présent au Costa Rica et en Colombie

### Source
- funet